# Sandro Holzem
Sandro Holzem (* 9. Juni 2004 in Polch) ist ein deutscher Automobilrennfahrer.

## Karriere
Er startet im Jahr 2019 im Kartsport. In den Jahren 2020 bis 2022 fuhr er dort zusammen mit seinem Zwillingsbruder Juliano Holzem beim Team Polch/SFR Motorsport. Im Jahr 2023 trat er in der DTM für das Project 1 Motorsport im BMW M4 GT3 als Teamkollege von Marco Wittmann, sein erstes Rennen war der 7. Saison-Lauf am 5. August auf dem Nürburgring in den DTM-Saison 2023. Er erreichte in der DTM-Saison 2023 nur einen einzigen Punkt, als 14. im 2. Lauf auf dem Nürburgring. Daneben trat er 2023 auch in der ADAC GT Masters beim Team Project 1 im BMW M4 GT3 an.

## Statistik

### Karrierestationen
| - 2019 Kartsport - 2020 Kartsport (3. Platz in der Meisterschaft) - 2021 Kartsport - 2022 ADAC GT Masters (Platz 40) - 2023 DTM (Platz 21) - 2023 ADAC GT Masters (Platz 19) - 2023 ADAC GT Masters |